# Élections législatives chypriotes de 2011
Les élections législatives chypriotes de 2011 sont les élections des 56 députés à la Chambre des représentants de Chypre le 22 mai 2011. Elles sont remportées d'une courte avance par le Rassemblement démocrate (DISY).

## Système électoral
| Nicosie    | 20 | 1             |
| Limassol   | 12 | en stagnation |
| Famagouste | 11 | en stagnation |
| Larnaca    | 6  | 1             |
| Paphos     | 4  | en stagnation |
| Kyrenia    | 3  | en stagnation |
| Total      | 56 | en stagnation |

La Chambre des représentants est le parlement unicaméral de la république de Chypre. Elle est officiellement composée de 80 sièges, dont 70 % reservés aux chypriotes grecs et 30 % aux Chypriotes turcs, soit respectivement 56 et 24 sièges. En raison de la partition de l'île en 1974, cependant, seuls les sièges des chypriotes grecs sont pourvus.
La Chambre des représentants est ainsi de facto composée de 56 sièges pourvus pour cinq ans au scrutin proportionnel plurinominal dans six circonscriptions de 3 à 20 sièges correspondant aux six districts de l'île. Les listes sont ouvertes, avec la possibilité pour les électeurs d'effectuer un vote préférentiel envers un candidat de la liste choisie afin de faire monter sa place dans celle ci, à raison d'un vote préférentiel par tranche de quatre sièges à pourvoir dans la circonscription,.  
La répartition des sièges s'effectue en deux temps après décompte des suffrages. Dans un premier temps, les listes reçoivent des sièges dans chaque circonscription selon la méthode du quotient électoral, qui attribue autant de sièges à un parti que le nombre de fois que son nombre de suffrages franchit le quotient, calculé en divisant le total des suffrages exprimés dans la circonscription par le nombre de sièges qui y sont à pourvoir. Puis, l'ensemble des sièges restants sont répartis selon la méthode du plus fort reste, au moyen du quotient de Hare, à tous les partis ayant obtenu au moins un siège à la première répartition ou ayant franchi le seuil électoral de 3,6 % des voix au niveau national. Les élections de 2016 sont les premières depuis le relèvement du seuil électoral, qui était auparavant de 1,8 %,.
Une fois défini le nombre de sièges remportés par chaque parti, ceux ci sont répartis selon l'ordre des noms figurant dans la liste, en prenant en compte les éventuels votes préférentiels réunis par les candidats en leur nom propre. Les têtes de liste reçoivent cependant toujours un siège en priorité,.
Enfin, trois sièges sont réservés à des représentants des minorités religieuses arméniennes, latines et maronites, les électeurs concernés disposant d'un vote pour ces élections en plus de leur vote pour celles ordinaires. Les trois représentants religieux ne sont cependant présent au parlement qu'en tant qu'observateurs sans droit de vote, et ne sont généralement pas comptés dans le total des députés.

## Résultats

### Nationaux
|                        |                                                           |         |       |      |        |               |  |  |  |  |  |  |  |  |
| Parti                  | Parti                                                     | Voix    | %     | +/-  | Sièges | +/-           |  |  |  |  |  |  |  |  |
|                        | Rassemblement démocrate (DISY)                            | 138 682 | 34,28 | 3,94 | 20     | 2             |  |  |  |  |  |  |  |  |
|                        | Parti progressiste des travailleurs (AKEL)                | 132 171 | 32,67 | 1,54 | 19     | 1             |  |  |  |  |  |  |  |  |
|                        | Parti démocrate (DIKO)                                    | 63 763  | 15,76 | 2,16 | 9      | 2             |  |  |  |  |  |  |  |  |
|                        | Mouvement pour la démocratie sociale (EDEK)               | 36 113  | 8,93  | 0,02 | 5      | en stagnation |  |  |  |  |  |  |  |  |
|                        | Parti européen (EVROKO)                                   | 15 711  | 3,88  | 1,87 | 2      | 1             |  |  |  |  |  |  |  |  |
|                        | Mouvement écologiste et environnementaliste (KOP)         | 8 960   | 2,21  | 0,26 | 1      | en stagnation |  |  |  |  |  |  |  |  |
|                        | Front populaire national (ELAM)                           | 4 354   | 1,08  | Nv.  | 0      | en stagnation |  |  |  |  |  |  |  |  |
|                        | Mouvement populaire socialiste (LASOK)                    | 2 667   | 0,66  | 0,43 | 0      | en stagnation |  |  |  |  |  |  |  |  |
|                        | Balance - Mouvement des citoyens indépendants (Zygos-KAP) | 859     | 0,21  | Nv.  | 0      | en stagnation |  |  |  |  |  |  |  |  |
|                        | Coopération progressive chypriote (KYPROS)                | 709     | 0,18  | Nv.  | 0      | en stagnation |  |  |  |  |  |  |  |  |
|                        | Indépendants                                              | 588     | 0,14  | -    | 0      | en stagnation |  |  |  |  |  |  |  |  |
|                        |                                                           |         |       |      |        |               |  |  |  |  |  |  |  |  |
| Suffrages exprimés     | Suffrages exprimés                                        | 404 577 | 96,73 |      |        |               |  |  |  |  |  |  |  |  |
| Votes blancs           | Votes blancs                                              | 4 969   | 1,19  |      |        |               |  |  |  |  |  |  |  |  |
| Votes nuls             | Votes nuls                                                | 8 701   | 2,08  |      |        |               |  |  |  |  |  |  |  |  |
| Total                  | Total                                                     | 418 247 | 100   | -    | 56     | en stagnation |  |  |  |  |  |  |  |  |
| Abstention             | Abstention                                                | 113 216 | 21,30 |      |        |               |  |  |  |  |  |  |  |  |
| Inscrits/Participation | Inscrits/Participation                                    | 531 463 | 78,70 |      |        |               |  |  |  |  |  |  |  |  |

## Analyse
Le Rassemblement démocrate (DISY) sort victorieux de ces élections. Il arrive en tête avec 34,28 % des voix et 20 sièges.
Le Parti progressiste des travailleurs (AKEL) du président de la République Dimítris Khristófias sort perdant de ce scrutin avec 32,67 % des voix et 19 sièges. Malgré une légère progression par rapport aux élections législatives de 2006, il est devancé par l'opposition. Son partenaire de coalition, le Parti démocrate (DIKO), enregistre une défaite avec 15,76 % des suffrages et 9 sièges.
La défaite de la coalition au pouvoir a deux explications. D'une part, la situation économique du pays est dégradée. D'autre part, le président de la République est critiqué pour sa position modérée dans les négociations de paix pour la réunification de Chypre.
La participation est de 78,7 %, en forte diminution.
Trois autres partis sont représentés à la Chambre des représentants : le Mouvement pour la démocratie sociale avec cinq sièges, le Parti européen avec deux sièges, et le Mouvement écologiste et environnementaliste avec un siège.